# Nawathinehena
Nawathinehena (Nanwaçinähä'änan, Náwunena, Southern Arapaho), jedna od pet izvornih skupina Arapaho Indijanaca, koji se negdje 1850. odvajaju od ostatka Arapaha i nastanjuju na području rijeke Arkansas u Coloradu. Ugovorom Medicine Lodge 1867. smješteni su s plemenom Southern Cheyenne na rezervat u Oklahomi. Godine 1904. bilo ih je 859. Danas žive ujedinjeni s plemenom Southern Cheyenne pod zajedničkim imenom  'Cheyenne-Arapaho Tribes of Oklahoma' . 
Izvorni jezik nawathinehena više se ne govori i veoma je slabo poznat. Južni Arapahi danas govore arapaho ili engleski.

## Vanjske poveznice
- The Southern Arapaho  Arhivirana inačica izvorne stranice od 27. svibnja 2007. (Wayback Machine)